# Оман (імамат)
Імамат Оман  (араб. إِمَامَة عُمَان, трансліт. Imāmat ʿUmān) — держава у межах «Справжнього Оману» 

Столицею імамату, в різні часи, була Ер-Рустак та Нізва. 
Територія імамату простягалася на північ до Ібрі та на південь до регіонів Еш-Шаркія та Вахіба. 
Імамат був обмежений зі сходу горами Аль-Хаджар, а із заходу — пустелею Руб-ель-Халі. 

Гори Аль-Хаджар відокремили імамат Оман від Маскату та Оману. 
Обраний імам (правитель) проживав у столиці, а валіси (губернатори) представляли імамат у його різних регіонах. 

Імамат Оман, як і султанату Маскат, перебував під владою секти ібадитів. 
Імами здійснювали духовне та світське управління регіоном. 

Імамат мав 1200-річну історію, був заснований релігійними лідерами Ібаді в Омані та базувався на ісламському шаріаті, згідно з яким правитель має бути обраним. 

Імам вважався очільником громади, але племінний рух, який був частиною оманського суспільства, заохочував децентралізовану форму управління, яка допомогла б підтримувати політичну єдність серед оманців. 

Імамат встановив державну систему, за якої правитель не повинен мати абсолютної ні політичної, ні військової влади; повноваження були розділені з місцевими губернаторами. 

Щоб запобігти місцевим або зовнішнім загрозам імамату, імам мав здобути підтримку місцевих громад і племен, щоб зібрати сили для боротьби за певну справу. 
Імаму були потрібні глибоке розуміння племінної політики та політична кмітливість, щоб підтримувати політичну стабільність в імаматі під час конфліктів. 

## Історія
Імамат був заснований у 750 році нашої ери, незабаром після падіння Омеядів. 

З моменту свого утворення Імамат управляв частиною або всім сучасним Оманом і заморськими землями протягом певних періодів часу. 
На піку своєї могутності імамат зміг вигнати португальських колонізаторів з Оману та заснувати морську державу, що поширила свою імперію до Перської затоки та Східної Африки у 17 столітті. 

Попри те, що Імамат був ізольований горами Аль-Хаджар і пустелею Руб'-ель-Халі, він мав широку світову торгівлю, оскільки експортував сушені фініки, лайм і бавовняні тканини ручної роботи, а також імпортував інші продукти. 
Більшість торгівлі відбувалася з Індійським субконтинентом. 

У середині 18 століття Ахмед бін Саїд Аль Бу Саїд, який походив з маленького села у внутрішній частині Оману, вигнав перських колонізаторів з Оману та став обраним імамом Оману зі столицею Рустак. 
Після смерті імама Ахмеда в 1783 році суверенітет Оману був розділений між прибережною стороною, яка дотримувалася спадкової лінії престолонаступництва, якою керували султани Альбусаїді в Маскаті, та внутрішніми частинами Оману, які зберегли виборний імамат і пізніше перенесли свою столицю з Рустака до Нізви. 

Британська імперія прагнула домінувати у південно-східній Аравії, щоб придушити зростаюче панування інших європейських держав і протистояти новій морській силі — Оманській імперії в 18-19 ст. 
Таким чином британці прийняли рішення підтримати султанів Альбусаїді Маскату. 
Британська імперія уклала низку договорів із султанами з метою просування британських політичних та економічних інтересів у Маскаті в обмін на надання захисту султанам. 
З часом Султанат ставав все більш залежним від британських позик і політичних порад. 

Між імамами та султанами Маскату часто виникала напруженість. 
Суперечка між імаматом і султанатом була здебільшого політичною. 
 
Оманці всередині країни вважали, що правитель має бути обраним, і відкидали зростаючий британський політичний та економічний контроль над Маскатом і Оманом. 

У 1913 році імам Салім ібн Рашид аль-Харусі розпочав повстання проти Маскату, яке тривало до 1920 року, коли імамат встановив мир із Султанатом шляхом підписання Себського договору. 
Угода призвела до фактичного розколу між Оманом і Маскатом, де внутрішньою частиною (Оманом) керував Імамат, а прибережною частиною (Маскат) керував Султанат. 

Iraq Petroleum Company, що підписала нафтову концесію з султаном Маската в 1937 році, дійшла висновку, що нафта, ймовірно, існує у внутрішніх регіонах Оману. 
У 1954 році новий імам Галіб Аль-Хінай, боронив імамат від нападів султанату Маскат, який підтримувався британським урядом. 
Султан Саїд бін Теймур з Маскату за прямої підтримки британських військ зміг перемогти імамат у війні Джебель-Ахдар, що тривала до 1959 року. 
У 1970 році назву «Маскат і Оман» було змінено на «Султанат Оман» 
.
У поточному вживанні «Справжній Оман» також може стосуватися до всього сучасного султанату, за винятком ексклавів Мусандам і Мадха.